# Râul Veseud
Râul Veseud este un curs de apă, afluent al Pârâului Nou. 

## Hărți
- Harta județului Sibiu